# Феофан Затворник
Феофа́н Затво́рник (в миру Гео́ргий Васи́льевич Го́воров; 10 (23) января 1815 — 6 (19) января 1894) — епископ Православной российской церкви; богослов, публицист-проповедник. Канонизирован Русской православной церковью в 1988 году.

## Биография
Родился 10 (23) января 1815 года в селе Чернава Елецкого уезда Орловской губернии (ныне — Измалковский район Липецкой области) в семье сельского священника Василия Тимофеевича Говорова и его жены Татьяны Ивановны. В семье было три дочери и четверо сыновей: Любовь (1802 г.р.), Иван (1809—1843), Евдокия, Георгий (в будущем Феофан), Семён, Анна (1825—1874), Гавриил.

### Образование
В 1823 году Георгия отдали учиться в Ливенское духовное училище. Нравственный и духовный климат в училище был самый благоприятный. Способный, хорошо подготовленный отрок легко прошёл курс духовного училища и через шесть лет (в 1829 году) в числе лучших учеников был переведён в Орловскую духовную семинарию. В это время ректором семинарии был назначен архимандрит Исидор (Никольский); философские науки преподавал Евфимий Остромысленский, учителем словесности был иеромонах Платон (Городецкий), впоследствии митрополит Киевский и Галицкий. В семинарии Георгий учился так же успешно, как и в училище. Именно здесь юноша впервые начал сознательно работать над собой. Уже в это время его характерной чертой была любовь к уединению. В семинарских ведомостях отмечалось, что он отличается «склонностью к уединению; назидателен в обращении с товарищами; подаёт собою пример трудолюбия и благонравия; кроток и молчалив». По окончании семинарии, в 1837 году, как лучший из воспитанников своего курса он был направлен в Киевскую духовную академию несмотря на то, что тогдашний ректор семинарии архимандрит Софоний (Сокольский), «ценивший в своих учениках больше всего твёрдое заучивание учебника, чем не отличался Говоров, не имел его в виду и даже был против».
Во время его обучения в Киеве произошли события, повлиявшие на выбор жизненного пути Георгия Говорова: в 1838 году скончалась его мать, а через год — отец. 1 октября 1840 года он подал академическому начальству прошение о пострижении в монашество;
15 (27) февраля 1841 года 26-летний Георгий Говоров принял от ректора Киевской духовной академии архимандрита Иеремии (Соловьёва) монашеский постриг с именем Феофан в честь преподобного Феофана Исповедника. 6 апреля того же года, в день своей епископской хиротонии, Иеремия (Соловьёв) рукоположил Феофана во иеродиакона, а 1 июля — во иеромонаха.

### На ниве духовного просвещения
В 1841 году иеромонах Феофан в числе первых окончил академию со степенью магистра богословия за курсовое сочинение «Обозрение подзаконной религии», которое в числе лучших сочинений было отправлено в Святейший синод, постоянный член которого митрополит Московский Филарет в своём отзыве указал: «Сочинение сие заключает в себе столько сведений и соображений о законе Моисеевом, что они служат достаточным свидетельством познаний сочинителя, дающих ему право на степень магистра». Сразу после окончания академии Феофан был назначен ректором Киево-Софийского духовного училища, в высшем отделении которого он стал преподавать латинский язык.
7 декабря 1842 года он был определён инспектором и преподавателем психологии и логики Новгородской духовной семинарии; 18 декабря утверждён в степени магистра богословия.
С 16 октября 1844 года он был определён на должность бакалавра Санкт-Петербургской духовной академии по кафедре нравственного и пастырского богословия. С 22 марта 1845 года иеромонах Феофан — помощник инспектора академии; 3 июля был назначен членом комитета для рассмотрения конспектов преподаваемых в семинарии учебных предметов. За ревностное исполнение обязанностей 25 мая 1846 года он был удостоен звания соборного иеромонаха Александро-Невской лавры.
Однако в это время его уже влекла уединённая монашеская жизнь; в письме к своему духовному отцу Иеремии, постригавшему и рукополагавшему его, он писал: «Ученою должностью начинаю тяготиться до нестерпимости. Пошел бы в церковь, да там и сидел». 21 августа 1847 года по его просьбе он был назначен членом Русской духовной миссии в Иерусалиме, которую возглавлял архимандрит Порфирий (Успенский). В Иерусалиме Феофан выучился иконописи, прекрасно изучил греческий язык, основательно — французский, занимался еврейским и арабским. В Палестине он познакомился с древним подвижничеством восточных монастырей, с памятниками аскетической письменности прошлых веков; занялся переводом творений святых отцов греческого Добротолюбия. Кроме того, он близко познакомился с инославными христианскими вероисповеданиями, познав как силу их пропаганды, так и слабость. Труды Феофана не остались незамеченными: 5 мая 1851 года он был пожалован «кабинетным золотым наперсным крестом», а 14 февраля 1852 года определением Святейшего синода он был утверждён в звании «корреспондента конференции Киевской духовной академии».
В 1853 году началась Крымская война, и 3 мая 1854 года миссия была отозвана. Возвращение состоялось через Европу: Феофан побывал во многих городах, посещал храмы, музеи, библиотеки, учебные учреждения; архимандрит Порфирий и иеромонах Феофан имели аудиенцию у папы Пия IX.
По возвращении в Россию он был определён преподавателем канонического права в Санкт-Петербургскую духовную академию; 14 апреля 1855 года возведён в сан архимандрита. В сентябре этого же года он был назначен ректором Олонецкой духовной семинарии, которая находилась в здании Петрозаводского духовного училища; архимандриту Феофану предстояло заниматься организацией постройки для семинарии собственного здания. В это время он писал: «Семинарии у нас нет. По праву сильного живем в корпусе, купленном для училища, а оно на квартире. Бурса семинарская тоже на квартире, — что весьма-весьма неудобно». В октябре 1855 года он был определён членом Олонецкой духовной консистории. По предложению архиепископа Аркадия он был назначен цензором проповедей Олонецкой епархии. При семинарии он организовал противораскольническую библиотеку.
Менее чем через год, 21 мая 1856 года, он был назначен настоятелем русской посольской церкви в Константинополе (Османская империя), как хорошо знакомый с православным Востоком. Феофану было поручено собирать сведения о назревавшем тогда греко-болгарском расколе. За свои труды 17 апреля 1857 года он был награждён орденом Святой Анны 2-й степени.
В мае 1857 года он был назначен ректором Санкт-Петербургской духовной академии. Кроме ректорства, ему было поручено наблюдение за преподаванием Закона Божия в светских учебных заведениях Санкт-Петербургского округа; он был председателе комитета при Академии наук по изданию трудов византийских историков, а с 1858 года — председателем комитета по переводу Священного Писания на русский язык. Он регулярно произносил проповеди в большие праздники — в 1859 году они были изданы отдельной книгой: «Слова Санкт-Петербургской духовной академии ректора архимандрита Феофана». Во время его ректорства отмечалось 50-летие Санкт-Петербургской духовной академии (17 февраля 1859 года), и Феофан был награждён «за отлично-ревностную и полезную службу знаком ордена Святого Владимира 3-й степени».

### Епископство
29 мая 1859 года архимандриту Феофану «высочайше повелено быть епископом Тамбовским и Шацким», а 1 июня в Троицком соборе Александро-Невской лавры он был хиротонисан во епископа митрополитом Санкт-Петербургским Григорием, архиепископом Черниговским Филаретом, епископом Тверским Филофеем и епископом Ревельским Агафангелом; 5 июля он вступил в управление епархией. Тамбовская епархия была одной из самых обширных и многолюдных: только священников было 1172, диаконов 681, несколько сотен монашествующих; среди населения немало было сектантов и раскольников. Особое внимание епископ Феофан обратил на проповедание; почти каждое богослужение он сопровождал проповедью.
Иван Корсунский отмечал:

Глубокое знание всех движений сердца человеческого и его духовных потребностей, опытное знакомство с духовной жизнью, обширные познания в области и Священного писания, и творений святоотеческих, и наук естественных, исторических и других, и иные высокие достоинства отличают слова преосвященного Феофана к тамбовской пастве, при необыкновенной ясности, живости и простоте изложения чрезвычайно сильное производившие впечатление на слушателей— Корсунский И. Н. Преосвященный епископ Феофан, бывший Владимирский и Суздальский. — М., 1895
Епископ Феофан и духовенство убеждал, «что проповедничество есть первый, прямой и священный долг его, а вместе с тем должно быть и внутренней потребностью, если только правильно и сознательно относиться к своему высокому служению». Центром проповедничества стал тамбовский Казанский мужской монастырь при архиерейском доме; прекрасными поучениями здесь отличался преподаватель тамбовской семинарии Иван Сладкопевцев. В «Тамбовских епархиальных ведомостях» епископ Феофан опубликовал свой гомилетический трактат «Как составить проповедь», в котором указал отличительные черты проповеди, дал практические советы по способу её составления, привёл собственный пример: «особенность моих проповедей та, что они не сочиняемы <…> Это писанные экспромты». Директор тамбовского учительского института И. И. Дубасов отметил: «Епископ Феофан поднял умственно-нравственный характер нашей епархии, привлекши в среду духовенства несколько лиц с академическим образованием, что до него было большой редкостью». К этому времени относится выход в свет четырёх выпусков «Писем о христианской жизни» (СПб., 1860).
В ноябре 1861 года в ведение преосвященного Феофана (на несколько месяцев) был передан из Нижегородской епархии Серафимо-Дивеевский монастырь — для устранения возникших в нём беспорядков.
22 июля 1863 года епископ Феофан был перемещён на древнюю и более обширную Владимирскую кафедру. По статистическим сведениям 1864 года, «во Владимирской губернии значилось 1 254 960 жителей, в том числе духовного ведомства 9541 мужского и 11 434 женского пола; 20 мужских монастырей, в которых проживало 467 монахов, и 8 женских монастырей, в которых было 659 монахинь; 1152 православные церкви. 270 училищ, учрежденных духовенством». Во Владимирской епархии, которая нуждалась в православном миссионерстве, поскольку здесь было немало раскольников и сектантов, за Феофаном окончательно укрепилась слава проповедника. Огромное значение имела его «Инструкция для проповедания слова Божия», напечатанная 27 ноября 1864 года во «Владимирских епархиальных ведомостях»; в этом же году он послал иеромонаха Моисея в Москву для сверки старопечатных книг; в Вязниковском уезде он открыл «Богоявленское православное братство». В 1865 году его заботами было открыто женское епархиальное училище.
За свою архипастырскую деятельность 19 апреля 1864 года он был удостоен ордена Святой Анны 1-й степени.
В мае 1865 года епископ Феофан писал уже ушедшему на покой епископу Игнатию (Брянчанинову):

… Совсем осуетился. И очень часто порываюсь на Вашу дорогу. Как бы устроилось сие! Не вижу ворот по моей близорукости. Иногда бываешь готов за перо взяться и писать прошение о том; да что-то в груди поперечит. И остаюсь при одном желании. Будем сидеть у моря и ждать погоды. А грехи так и тяготят, а страсти так и бьют по бокам.

11 марта 1866 года в письме Николаю Елагину сообщил: «Прошение подписано и послано в Святейший Синод в этот день».

### Затвор
Его прошением были удивлены и первоначально недовольны митрополит Исидор (Никольский) и митрополит Филарет (Дроздов); другие иерархи русской церкви.
В письме митрополиту Исидору от 30 мая 1866 года, разъясняя свои мотивы и побуждения, Феофан писал: «<…> Я ищу покоя, чтобы покойнее предаться занятиям желаемым, но не дилетанства[sic] ради, а с тем непременным намерением, чтобы был и плод трудов, — не бесполезный и не ненужный для Церкви Божией. Имею в мысли служить Церкви Божией, только иным образом служить».
Прошение об увольнении его на покой было удовлетворено 17 июня того же года, — с назначением его настоятелем в Вышенскую пустынь Тамбовской епархии. Но уже 19 сентября по его просьбе он был уволен от управления монастырём.
Первые шесть лет своего пребывания в Вышенском монастыре он не уединялся окончательно, хотя ему был выделен отдельный флигель. У него даже возникала мысль вернуться к активной епископской деятельности, и ему в 1872 году даже было предложено принять в управление Московскую епархию.
В 1872 году ушёл в затвор, сначала на время поста, затем на целый год, после чего было принято решение о полном затворе. Устроив у себе в келии домовую Богоявленскую церковь, он служил в ней в воскресные и праздничные дни, а последние одиннадцать лет — ежедневно.
С 1873 года занимался переводами аскетических книг; смиренно писал о себе: «Из моего запора сделали затвор. Ничего тут затворнического нет. Я заперся, чтобы не мешали, но не в видах строжайшего подвижничества, а в видах беспрепятственного книжничества». Он не обольщался: «Можно и при затворенных дверях по миру шататься, или целый мир напустить в свою комнату».
Когда его посетил тамбовский губернатор, Феофан единственный раз вышел из затвора. Тем самым он выразил своё послушание земному начальству. В царе, в губернаторе, в отце, в хозяине он видел иерархический чин, которому обязательно абсолютно покоряться. Всякий иерархический чин, будь то губернатор или отец, должен сознавать, что при нём «степенная важность, не высящаяся, но и не унижающая себя, привлекающая, но непоблажающая».
Кроме трудов, он вёл обширную переписку: ежедневно почта приносила от 20 до 40 писем, при этом епископ Феофан обязательно отвечал на каждое.
Феофан в одном из писем более чем за 50 лет вперед предсказал революцию в России. Для борьбы с тем, что, по его мнению, ведёт к революции, предлагал жёсткие меры: цензуру прессы, объявление неверия государственным преступлением, запрет материалистических воззрений под страхом смертной казни.
В 1876 году Феофан издал перевод на русский язык первого тома «Добротолюбия» (труд Никодима Святогорца). Он получил за него степень доктора.
С 1890 года состоял почётным членом в Свято-Князь-Владимирском братстве.
В последние годы страдал ревматизмом, невралгией, сердечной аритмией и головокружением, а также прогрессирующей катарактой, вследствие чего в 1888 году ослеп на правый глаз.
Скончался 6 января 1894 года, в праздник Крещения Господня. При его кончине никто не присутствовал.
Отпевание почившего совершил 11 января епископ Тамбовский Иероним (Экземплярский) при большом стечении духовенства и народа. Погребён в Казанском соборе Вышенской пустыни, во Владимирском приделе.
Библиотека древних рукописей восточных подвижников, собранная Феофаном и купленная после его смерти у наследников московским купцом Лосевым, была передана последним в московский храм Святителя Николая в Толмачах.

## Почитание
На Поместном соборе Русской православной церкви в 1988 году, посвящённом 1000-летию Крещения Руси, Феофан Затворник был прославлен в лике святителей; в деяниях Собора отмечалось:

Глубокое богословское понимание христианского учения, а также опытное его исполнение, и как следствие сего, высота и святость жизни святителя позволяют смотреть на его писания как на развитие святоотеческого учения с сохранением той же православной чистоты и богопросвещенности.
29 июня 2002 года состоялось перенесение мощей святителя Феофана из храма деревни Эммануиловки (Шацкий район Рязанской области), где они хранились с 1988 года, в Вышенский женский монастырь. 14 марта 2009 года мощи были перенесены из Успенского собора в Казанский собор Вышенского монастыря.
Как и ряд других святителей (Филарет Московский, Иоасаф Белгородский, Иоанн Кронштадтский), Феофан имел свои личные подвижнические молитвы; текст молитвы Феофана Затворника был положен лаврским иеромонахом Нафанаилом (Бачкало) на музыку

## Воззрения Феофана

### О молитве
Существенное место в трудах Феофана Затворника занимает сотериология, а именно конкретные указания относительно праведной жизни. Он высоко чтил Иисусову молитву, однако понимал её ограниченность, поскольку «чувство к Богу» («сердечная теплота») важнее имени Иисусова «на языке». Сердечная молитва важнее умной. Феофан настаивал, что молитва может быть «без слов». Он критиковал отождествление молитвы с «богомыслием», то есть размышлением о Боге. Молитва — дела сердца, а богомыслие — дело ума. Соответственно и богослужение для Феофана «устроено совсем не для поучений, а для излияния святых чувств».
Размышляя над тем, каким образом молитва верующего человека доходит до святых, к которым она обращена, Феофан сравнивал восприятие молитвы с действием электрического телеграфа: «Когда истинная молитва — сердечная — подвигнется в душе, тогда она по той стихии, воздействуя на неё, как лучом света пролетает до святых и сказывает им, чего мы хотим и о чём молимся. Между нашею молитвою и услышанием нет промежутка — только надобно, чтоб молитва шла из сердца. Оно у нас и есть телеграфный для неба снаряд. Те же молитвы, кои не из сердца, а из головы только и с языка идут, не дают луча, восходящего на небо, и не бывают слышны там. Да это и не молитва, а только приёмы молитвенные». Постоянная молитва является частью такого состояния как говение, в котором человек подготавливается ко встрече с Господом через принятие Таинств. Благоговение Феофан отождествляет со страхом Божьим.

### О Церкви
В области экклезиологии Феофан, помимо новозаветной Церкви, признавал «Ветхозаветную Церковь». Феофан критикует «папистов» и «протестантов», которые ввергли Европу в кризис «лжеверия, неверия и индифферентизма». Он утверждает, что «когда нет Церкви, нет спасения», уподобляя Церковь Ноеву ковчегу. Логика святителя такова: «спасение без благодати невозможно; благодать не дается без Таинств; Таинства не совершаются без священства. Нет священства, нет Таинств; нет Таинств, нет благодати; нет благодати, нет и спасения». Соответственно, духовный рост возможен только в Церкви, посредством «благолепных священнодействий» и «повседневного доброделания».

### О благодати
В учении о благодати разработал учение о «благодатном возбуждении», которое приходит извне и ставит человека в «льготное состояние». При этом данное состояние может быть томительным и сопровождаться грустью, в которой человек начинает ощущать иную, более совершенную жизнь. Человек может либо воспользоваться этим состоянием и стать на путь спасения, либо впасть в обычную «дебелость». После того, как человек уже избрал путь спасения, к нему благодать приходит как «дерзновение», которое означает «сорастворение силы Божьей с силами человека» и высшую степень «упования».

### Политические воззрения
Феофан критикует «прогрессисток» за то, что они воспринимают человечество «как одно лицо» и, радея о «благе всего человечества», часто пренебрегают своими близкими.
В одном из своих писем (от 3 мая 1881 года) писал: «Как шла французская революция? Сначала распространились материалистические воззрения. Они пошатнули и христианские и общерелигиозные убеждения. Пошло повальное неверие: Бога нет; человек — ком грязи; за гробом нечего ждать. Несмотря однако на то, что ком грязи можно бы всем топтать, у них выходило: не замай! не тронь! дай свободу! И дали! Начались требования — инде разумные, далее полуумные, там безумные. И пошло всё вверх дном. Что у нас?! У нас материалистические воззрения всё более и более приобретают вес и обобщаются. Силы ещё не взяли, а берут. Неверие и безнравственность тоже расширяются. Требование свободы и самоуправства — выражается свободно. Выходит, что и мы на пути к революции. Как же быть? Надо — свободу замыслов пресечь — зажать рот журналистам и газетчикам. Неверие объявить государственным преступлением, материальные воззрения запретить под смертною казнью. Материальные воззрения чрез школы распространяются. Лапласовская теория самообразования мира с прибавкою Дарвиновских бредней идет в уроках». 

## Оценки его трудов
Критически относился к епископу и его творчеству философ Николай Бердяев, говоря, что он «был мало оригинален как мыслитель, не чувствовал никаких проблем и высказывал возмущающие нравственные и социальные взгляды».
В 1954 году, к 60-летию преставления святителя, епископ Русской православной церкви заграницей Аверкий (Таушев) писал о его значении: «<…>[Феофан] находясь в глубине своего затвора, ещё в 60—70 годах прошлого столетия прозревал духом своим то страшное бедствие, которое надвигалось на не устоявший в верности своему св. Православию русский народ, предощущал ту жуткую кровавую бездну, в которую он катился. Всё предреченное Епископом Феофаном, как мы видим теперь, исполнилось. <…> Исполнилось и предречение свят. Феофана о том, что „вновь пошлёт Господь на нас таких же учителей наших, чтобы привели нас в чувство и поставили на путь исправления“, ибо „таков закон правды Божией: тем врачевать от греха, чем кто увлекается к нему“».
В 2010 году в Издательском совете Русской православной церкви началась работа по изучению и популяризации литературного наследия святителя Феофана Затворника. Были подготовлены тексты 35 томов полного собрания сочинений святителя Феофана Затворника. В 2016 году был издан первый том шеститомной «Летописи жизни и творений святителя Феофана Затворника».

## Труды Феофана Затворника
Деятельность Феофана Затворника разделяется 1872 годом — до и после ухода в затвор.
До затвора написаны:
- Сборник проповедей «Слово архимандрита Феофана» (1859).
- Слова к тамбовской пастве (1861).
- Книга лекций «Путь ко спасению» (1868—1869; при жизни автора — 5 изданий) о православном образовании и воспитании (в том числе юношества).

На протяжении всего затвора (до самой смерти) в монастыре написаны:
- «Письма о христианской жизни» (4 выпуска; полностью издано после смерти в 1898—1901 годах) — размышления о христианской жизни, преодолении соблазнов и слабодушия, конечных судьбах человечества.
- «Письма к различным лицам о разных предметах веры и жизни.» (1892)
- Монументальный перевод наиболее авторитетного патристического сборника — «Добротолюбия» (в 5 томах; всего 3 143 с.)
- Перевод сочинения Лоренцо Скуполи под названием «Невидимая брань»[43].
- «Начертание христианского нравоучения» (1891)
- «Что есть духовная жизнь и как на неё настроиться».
- «Псалом сто восемнадцатый, истолкованный епископом Феофаном» (1891). [скан]
- Девять книг «Толкований на послания Святого апостола Павла».
  - Толкование послания св. апостола Павла к Филимону
  - Толкование послания св. апостола Павла к Колосянам
  - Толкование послания св. апостола Павла к Галатам
  - Толкование послания Апостола Павла к Титу
  - Толкование Первого послания Апостола Павла к Тимофею
  - Толкование Второго послания Апостола Павла к Тимофею
  - Толкование послания св. Апостола Павла к Ефесеям
  - Толкование первых восьми глав Послания св. Апостола Павла к Римлянам
  - Толкование IX - XVI глав Послания св. Апостола Павла к Римлянам
  - Толкование Первого Послания св. Апостола Павла к Коринфлянам
  - Толкование Второго Послания св. Апостола Павла к Коринфлянам
  - Толкование Послания св. Апостола Павла к Филиппийцам
  - Толкование Первого Послания св. Апостола Павла к Солунянам
  - Толкование Второго Послания св. Апостола Павла к Солунянам
- Об употреблении нового перевода Ветхозаветных писаний
- Древние иноческие уставы

### Современные переиздания
- Древние иноческие уставы: пр. Пахомия великого, св. Василия великого, пр. Иоанна Кассиана и пр. Венедикта, собранные Епископом Феофаном / Сост. епископ Феофан Затворник; Репринт изд. 1892 г. — Рига: Паломник-Благовест, 1995. — 654, VIII, [10] с. — 6000 экз. — ISBN 5-87310-019-5.